# شهرستان لونگهوی
شهرستان لونگهوی (به لاتین: Longhui County) یک منطقهٔ مسکونی در چین است که در شاویانگ واقع شده‌است. شهرستان لونگهوی ۲٬۸۵۵٫۸۶ کیلومتر مربع مساحت و ۱۱۰٬۰۰۰ نفر جمعیت دارد.